# Coliidae
Gli uccelli topo (Coliidae Sundevall, 1836) sono una famiglia di uccelli diffusa nell'Africa subsahariana. È l'unica famiglia vivente dell'ordine Coliiformes (Murie, 1872).

## Descrizione
Sono uccelli di medie dimensioni (da 29 a 38 cm di lunghezza) con un piumaggio grigio-brunastro, una cresta di piume erette sul capo e una coda molto lunga. La caratteristica che li differenzia dagli altri uccelli è la struttura della zampa, che consente loro di poter porre 2 dita delle zampe in avanti e 2 dietro oppure 3 avanti e 1 dietro, a seconda della necessità .

## Biologia
Sono abilissimi arrampicatori che amano vivere nelle zone dove la vegetazione è intricata.Vivono in gruppi nutrendosi di frutti, fiori, bacche, germogli e, a volte, anche di insetti.

### Riproduzione
Formano coppie monogame che durano diversi anni. Il corteggiamento avviene con una parata nuziale che il maschio esegue con versi e saltelli. Dopo l'accoppiamento, la coppia, costruisce un nido all'interno di un cespuglio spinoso dove la femmina depone 2 uova che verranno accudite da entrambi i genitori. I piccoli imparano a volare pochi giorni dopo la schiusa ma resteranno con i genitori per altri due mesi.

## Tassonomia

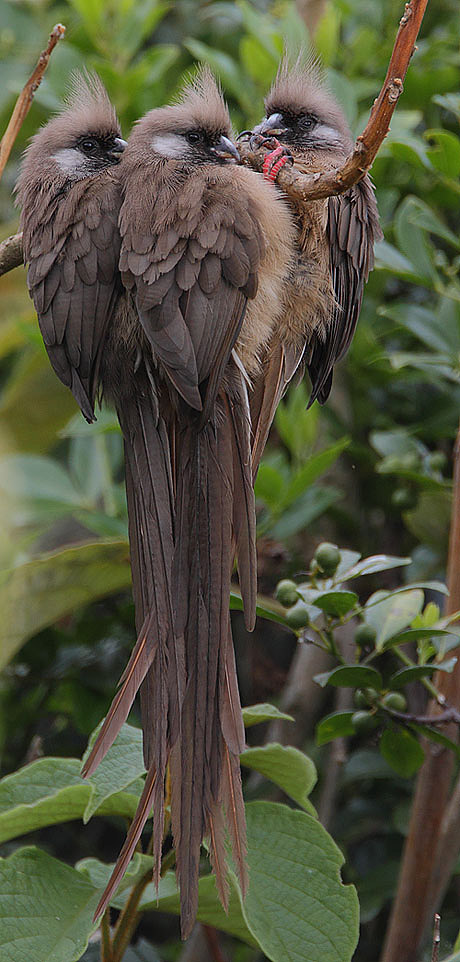
Colius striatus

La famiglia comprende due generi e sei specie viventi:
- Genere Colius Brisson, 1760
  - Colius striatus J.F.Gmelin, 1789 - uccello topo marezzato
  - Colius leucocephalus Reichenow, 1879 - uccello topo testabianca
  - Colius castanotus J.Verreaux & E.Verreaux, 1855 - uccello topo dorsocastano
  - Colius colius (Linnaeus, 1766) - uccello topo dorsobianco
- Genere Urocolius Bonaparte, 1854
  - Urocolius indicus (Latham, 1790) - uccello topo facciarossa
  - Urocolius macrourus (Linnaeus, 1766) - uccello topo nucablu

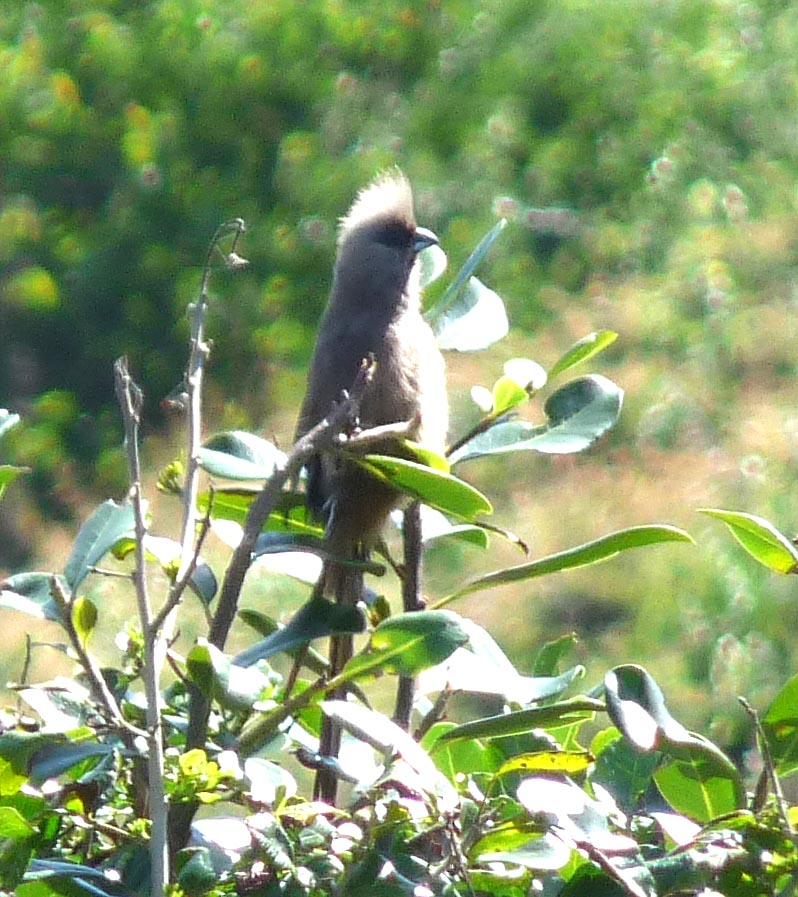
Colius colius
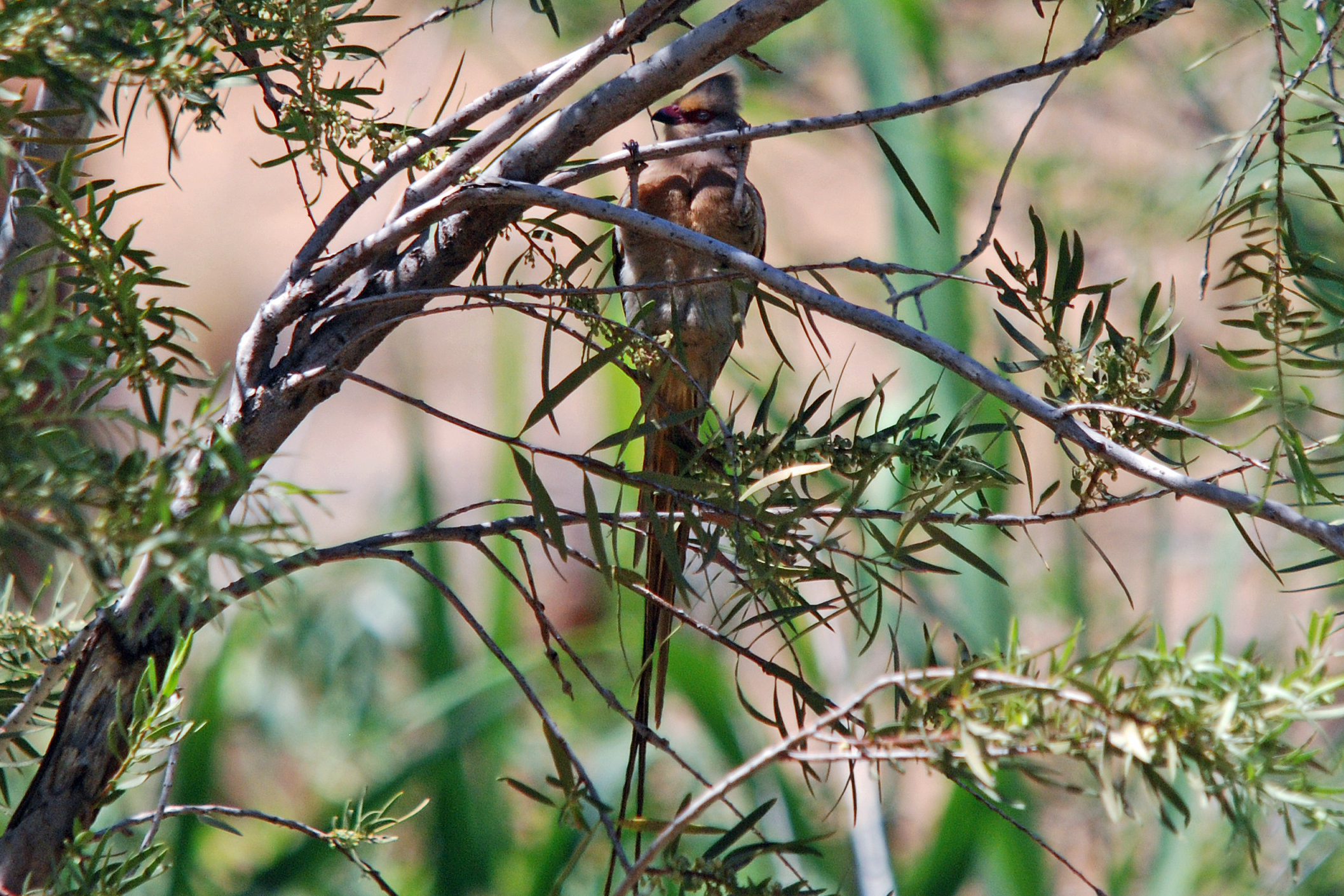
Urocolius indicus
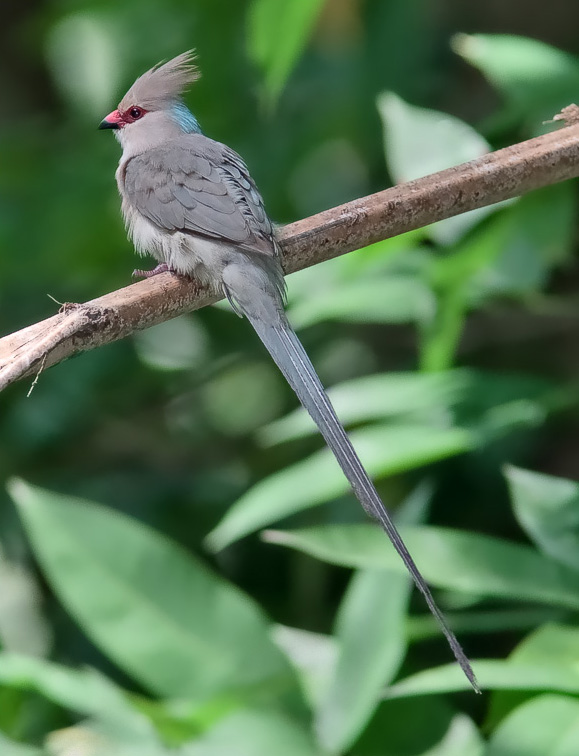
Urocolius macrourus